# ایا اندو
ایا اندو (انگلیسی: Aya Endō؛ زادهٔ ۱۷ فوریهٔ ۱۹۸۰) صداپیشگی در ژاپن، و بازیگر اهل ژاپن است. وی از سال ۲۰۰۱ میلادی تاکنون مشغول فعالیت بوده‌است.